# نوارا إليا

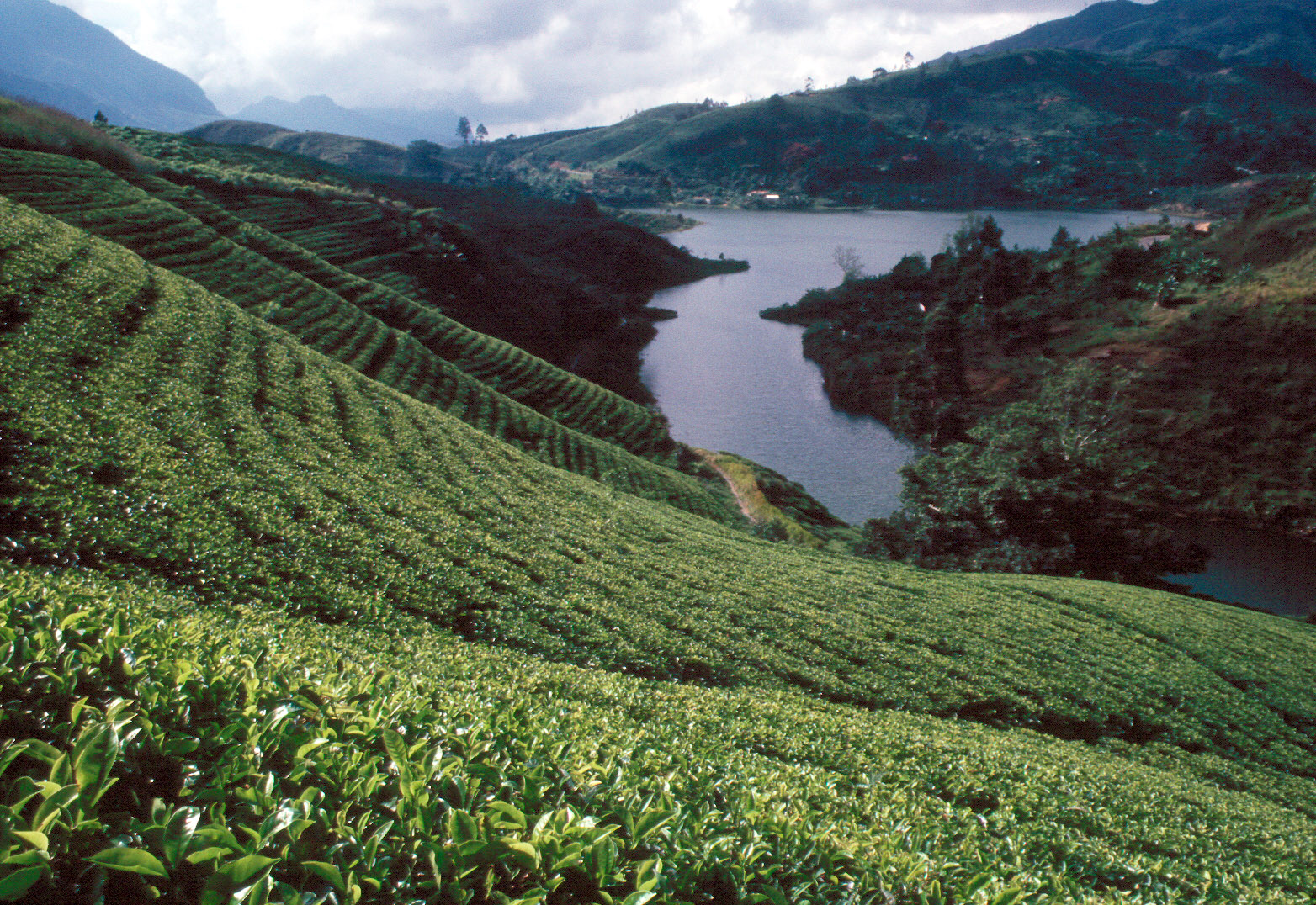
مزرعة شاي قرب نوارا إليا

نوارا إليا ((بالتاميلية: நுவரேலியா)‏) هي مدينة تقع على تلة في المنطقة الوسطى من سري لانكا . والمدينة هي العاصمة الإدارية لمنطقة نوارا إليا، وتتمتع المنطقة بالمناظر الطبيعية الخلابة والمناخ المعتدل. وهي تقع على ارتفاع 1,868 متر، والموقع هو الأكثر أهمية لإنتاج الشاي في سري لانكا.

## المناخ
يظهر الجدول التالي التغييرات المناخية على مدار السنة لنوارا إليا:
| البيانات المناخية لـنوارا إليا                                                                                              | البيانات المناخية لـنوارا إليا | البيانات المناخية لـنوارا إليا | البيانات المناخية لـنوارا إليا | البيانات المناخية لـنوارا إليا | البيانات المناخية لـنوارا إليا | البيانات المناخية لـنوارا إليا | البيانات المناخية لـنوارا إليا | البيانات المناخية لـنوارا إليا | البيانات المناخية لـنوارا إليا | البيانات المناخية لـنوارا إليا | البيانات المناخية لـنوارا إليا | البيانات المناخية لـنوارا إليا | البيانات المناخية لـنوارا إليا |
| الشهر | يناير                          | فبراير                         | مارس                           | أبريل                          | مايو                           | يونيو                          | يوليو                          | أغسطس                          | سبتمبر                         | أكتوبر                         | نوفمبر                         | ديسمبر                         | المعدل السنوي                  |
| --- | ------------------------------ | ------------------------------ | ------------------------------ | ------------------------------ | ------------------------------ | ------------------------------ | ------------------------------ | ------------------------------ | ------------------------------ | ------------------------------ | ------------------------------ | ------------------------------ | ------------------------------ |
| الدرجة القصوى °م (°ف) | 29.1 (84.4)                    | 31.7 (89.1)                    | 33.9 (93.0)                    | 29.8 (85.6)                    | 32.5 (90.5)                    | 27.6 (81.7)                    | 29.2 (84.6)                    | 29.8 (85.6)                    | 25.8 (78.4)                    | 27.6 (81.7)                    | 28.6 (83.5)                    | 27.5 (81.5)                    | 33.9 (93.0)                    |
| متوسط درجة الحرارة الكبرى °م (°ف)                                                                                           | 20.0 (68.0)                    | 21.2 (70.2)                    | 22.5 (72.5)                    | 22.8 (73.0)                    | 21.3 (70.3)                    | 18.9 (66.0)                    | 18.5 (65.3)                    | 18.7 (65.7)                    | 19.2 (66.6)                    | 19.8 (67.6)                    | 19.8 (67.6)                    | 19.4 (66.9)                    | 20.2 (68.4)                    |
| المتوسط اليومي °م (°ف) | 14.7 (58.5)                    | 15.3 (59.5)                    | 16.3 (61.3)                    | 17.1 (62.8)                    | 17.1 (62.8)                    | 16.1 (61.0)                    | 15.7 (60.3)                    | 15.7 (60.3)                    | 15.7 (60.3)                    | 15.8 (60.4)                    | 15.6 (60.1)                    | 15.2 (59.4)                    | 15.9 (60.6)                    |
| متوسط درجة الحرارة الصغرى °م (°ف)                                                                                           | 9.4 (48.9)                     | 9.4 (48.9)                     | 10.2 (50.4)                    | 11.4 (52.5)                    | 12.8 (55.0)                    | 13.3 (55.9)                    | 12.8 (55.0)                    | 12.7 (54.9)                    | 12.3 (54.1)                    | 11.9 (53.4)                    | 11.5 (52.7)                    | 11.0 (51.8)                    | 11.6 (52.9)                    |
| أدنى درجة حرارة °م (°ف) | −2.6 (27.3)                    | −2.5 (27.5)                    | −1.9 (28.6)                    | 0.8 (33.4)                     | 0.8 (33.4)                     | 6.4 (43.5)                     | 6.0 (42.8)                     | 5.1 (41.2)                     | 5.0 (41.0)                     | 1.2 (34.2)                     | 1.4 (34.5)                     | −1.1 (30.0)                    | −2.6 (27.3)                    |
| الهطول مم (إنش) | 100.6 (3.96)                   | 77.7 (3.06)                    | 71.5 (2.81)                    | 158.4 (6.24)                   | 175.9 (6.93)                   | 171.9 (6.77)                   | 164.9 (6.49)                   | 161.0 (6.34)                   | 178.8 (7.04)                   | 226.8 (8.93)                   | 221.7 (8.73)                   | 196.0 (7.72)                   | 1٬905٫2 (75.02)                |
| متوسط أيام هطول الأمطار | 8                              | 7                              | 8                              | 13                             | 13                             | 16                             | 17                             | 16                             | 15                             | 18                             | 17                             | 15                             | 163                            |
| متوسط الرطوبة النسبية (%) (at {{{time day}}})                                                                               | 75                             | 67                             | 65                             | 73                             | 87                             | 84                             | 84                             | 84                             | 83                             | 83                             | 82                             | 85                             | 79                             |
| ساعات سطوع الشمس الشهرية | 167.4                          | 163.9                          | 198.4                          | 156.0                          | 102.3                          | 84.0                           | 68.2                           | 74.4                           | 87.0                           | 117.8                          | 123.0                          | 142.6                          | 1٬485                          |
| ساعات سطوع الشمس اليومية | 5.4                            | 5.8                            | 6.4                            | 5.2                            | 3.3                            | 2.8                            | 2.2                            | 2.4                            | 2.9                            | 3.8                            | 4.1                            | 4.6                            | 4.1                            |
| المصدر #1: المنظمة العالمية للأرصاد الجوية (average high and low, and precipitation), NOAA (mean temperatures and humidity) |                                |                                |                                |                                |                                |                                |                                |                                |                                |                                |                                |                                |                                |
| المصدر #2: الأرصاد الجوية الألمانية (sun, 1931–1960), Meteo Climat (record highs and lows)                                  |                                |                                |                                |                                |                                |                                |                                |                                |                                |                                |                                |                                |                                |

## توأمة
لنوارا إليا اتفاقيات توأمة مع:
- فيدنويي

## أعلام
- جوزيف هنري بانكس
- أرنولد وول